# 이란 항공
이란 항공(페르시아어: هواپیمائی جمهوری اسلامی ایران, 영어: Iran Air)은 이란의 국책항공사이자, 국영항공사로 허브 공항은 테헤란 이맘 호메이니 국제공항과 테헤란 메흐라바드 국제공항이 있으며, 본사는 테헤란에 소재한 테헤란 메흐라바드 국제공항에 위치해 있다.

## 역사
1946년에 설립했으며 1962년 이란 에어웨이즈와 페르시안 항공 서비스가 합병하여 국영 항공사로 설립된 후 현재의 사명으로 변경했다.
1965년에 처음으로 보잉 707과 보잉 727를 도입한 후 1971년 보잉 737-200, 1974년 보잉 727-200, 1979년 보잉 747 항공기 3대를 추가로 도입했다. 1970년대 중반부터 유럽의 주요 도시에 취항했으며 런던 노선은 주 30회 운항했다. 1970년대 말까지 세계에서 가장 빠르게 성장한 항공사이자 수익을 가장 많이 올린 항공사로 알려졌다. 1976년 오스트레일리아의 콴타스 항공 다음으로 세계 2위의 안전한 항공사에 선정되었으며, 이후 10년 동안 무사고 항공사로 기록되었다. 하지만 1979년에 이란 혁명으로 인해 미국, 이스라엘과 단교된 데 이어 1980년 이란-이라크 전쟁이 시작되자 주요 노선들이 1988년까지 결항과 비정기 취항을 반복했다. 1981년 170만 승객에게 운항 서비스를 제공했다. 1990년 포커 100 항공기 6대를 도입했다. 이란의 핵 개발 프로그램으로 인해 미국과 이란 정부 사이에 긴장이 고조된 2000년대 중반 이후 미국 정부와 유럽 연합은 여객기가 테러에 이용될 것을 우려하여 노후 항공기를 대체하려는 이란 정부의 계획을 차단하고 에어버스와 보잉의 항공기 판매를 금지시키면서 이로 인해 신 기재 도입이 크게 늦어졌다. 이로 인하여 2007년에 투폴레프에서 만든 Tu-204-100의 도입을 추진하였다.
대한민국에는 2002년 12월에 취항한 이래 2004년에 인천 - 테헤란 직항을 운항했으나, 현재는 운항이 중단되어 이란 항공을 이용하고 싶으면 베이징이나 두바이 등지로 이동하여야 한다. 대한민국 운항이 중단됐지만, 현재도 대리점을 통해 베이징, 두바이 등지의 연결편 이용이 가능하도록 한 상태다.
2006년 하반기에 미국과 이란의 새로운 합의를 통해 항공기 교체가 허용되었으나, 여전히 신형 기체의 판매를 금지하여 현재까지 일정한 기령이 넘어간 중고 기체만 들여오고 있는 실정이다. 2010년 7월 유럽 연합은 보안 문제와 기종 노후화 문제를 이유로 EU 역내 취항 금지 항공 회사 목록 리스트에 이란 항공을 올리면서 유럽 취항을 전면 금지시켰다.
2015년 이란의 핵 협상 타결과 경제 제재가 풀리면서 이란 정부에서 향후 5년간 최대 80대 이상의 항공기를 신규 도입할 예정이다. 한 발 물러선 이란 정부의 태도를 본 후 하산 로하니 이란 대통령의 프랑스 방문과 함께 에어버스가 이란 항공으로부터 무려 100대가 넘는 대형 수주를 받아 냈고 A380-800도 몇 대 주문을 받았으나 이란 내 공항 시설이 노후화되어 이를 수용할 수 없다고 판단하여 A380 주문을 취소, 대신 A321-200 8대를 주문하였다. 아직 미국과의 관계 개선이 마무리되지 않아 보잉의 신형 기체 도입은 불투명한 상태였으나, 2016년 2월 18일 미국 정부로부터 보잉 기체의 구입 허가를 받아 보잉 기체의 재도입도 확정됐다.
2016년 3월에는 독일의 루프트한자와 제휴 계약을 체결했다.
그러나 2018년에 대이란 경제 제재가 재개되자 보잉 측이 이란항공의 주문과 인도를 전량 무효로 한다고 발표하였으며, 이에 따라 보잉과 에어버스 그리고 ATR 등의 서방제 신 기체 구입과 도입이 다시 무기한 중단되었다. 일단 경제 제재 재개 직전에 ATR 72 항공기 몇 대를 새로 인도받았다.

## 운항 노선
- 2012년 4월 현재 이란 항공은 다음과 같은 노선을 취항하고 있다.

### 코드셰어 협정
- 이란 항공은 다음과 같은 항공사와 코드셰어 협정을 체결하고 있다.[4]

| - 루프트한자 (스타얼라이언스) - 아에로플로트 (스카이팀) - 아제르바이잔 항공 - 오스트리아 항공 (스타얼라이언스) - 터키항공 (스타얼라이언스) |

## 보유 기종
- 2020년 3월 기준으로 이란 항공은 다음과 같은 기종을 보유하고 있다.[5][6][7]

## 문제점

### 기종 노후화
현재 항공기 평균 기령은 25.7년으로, 미국의 경제 제재가 해제됨으로써 항공기 구입이 자유로워졌기 때문에 항공기를 구입하는 경우 제재 규정없이 새 항공기를 구입할 수 있게 된다. 이 제재는 보잉의 항공기만 제재가 해제되는 것이 아니라 미국산 부품을 일정 이상 사용하는 항공기에 적용되기 때문에 에어버스 여객기 구입도 제한 대상에서 해제되는데, 에어버스의 기체를 우선 주문하여 타 항공사 취소분 A321-200 1대 및 아비앙카 브라질의 주문 취소분 A330-200 2대를 인도받았다. 보잉 기체는 2016년 2월 미국 정부로부터 구입 승인을 받아 재도입을 추진했다.
그러나 2018년 8월 7일에 이란 경제 제재가 다시 발효되자, 보잉이 이란항공 주문분을 전량 무효로 처리했다. 이란항공은 경제 제재가 발효되기 며칠 전에 ATR 72 몇 대를 인도받기는 했으나, 이 조치에 따라 에어버스 기체 역시 구매할 수 없게 됐다.

## 자회사

### 이란에어 투어
- 이란에어 투어는 이란 테헤란에 본사를 두고 있는 전세 항공사로 허브 공항은 마슈하드 국제공항에서 국내선과 국제선 유럽 전세기를 운항하고 있다.

### 이란항공 카고
- 이란항공 카고는 이란의 화물 항공사로 2008년 5월 자회사의 보잉 747-200F 취항 후 운항이 중지 되었으나 화물 운영을 재개하기 위해 두 대의 에어버스 A300B4-200F을 인수했다. 화물 운반은 이란 항공의 여객 비행기의 보유 용량으로 취항한다.

### 호텔 호마 그룹
- 이란 항공 자회사의 호텔 사업부로 테헤란, 쉬라즈, 마슈하드의 각 도시 호텔을 소유한다. 이 호텔은 이란 혁명 전에 쉐라톤 호텔이 소유했으며, 이란에서 최고급 호텔로 분류된다.

## 마일리지 프로그램
- 스카이 걸프트(영어: Sky Gift)는 이란 항공의 자체 마일리지 프로그램으로 사용되고 있다.

## 사건 및 사고
- 이란 항공 655편 격추 사건
- 이란 항공 277편 추락 사건

## 사진

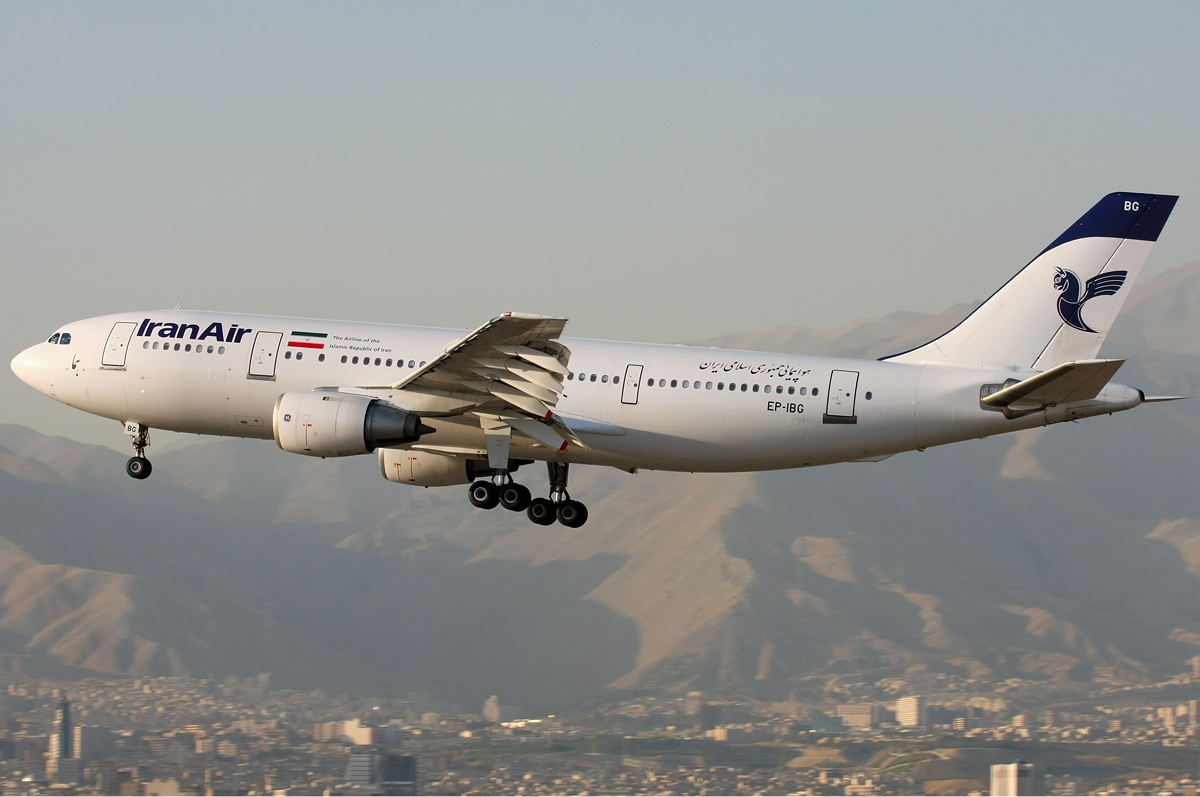
이란 항공 소속 에어버스 A300B4-200
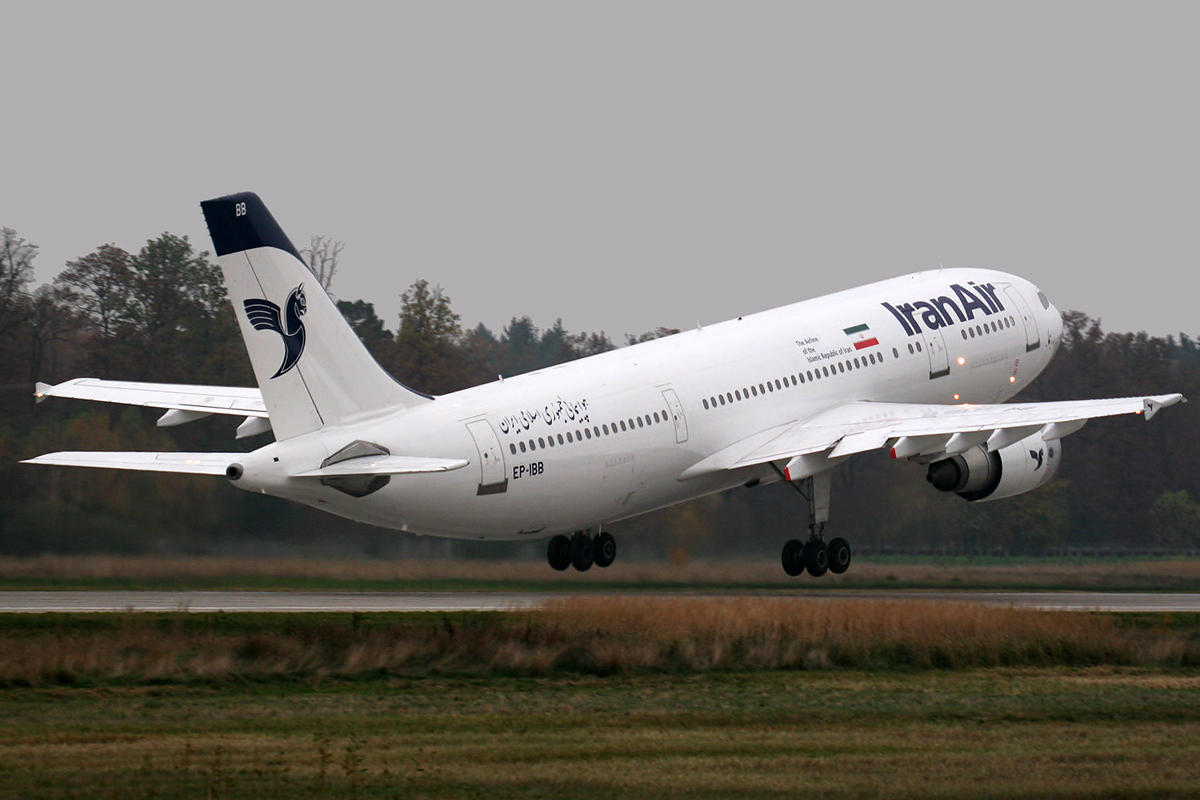
이란 항공 소속 에어버스 A300-600R
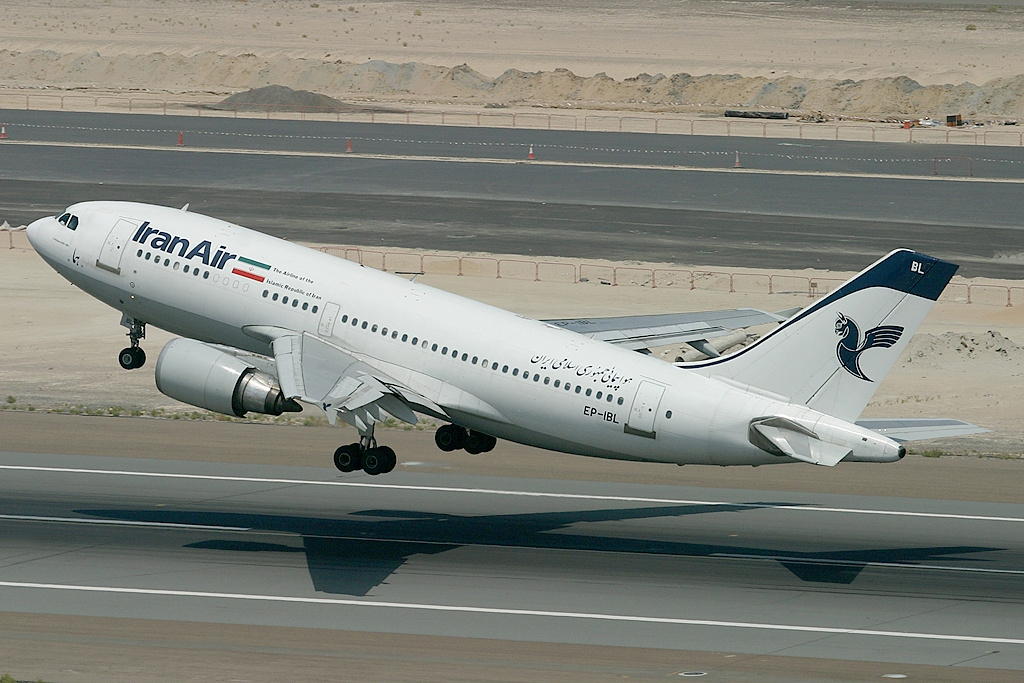
이란 항공 소속 에어버스 A310-300
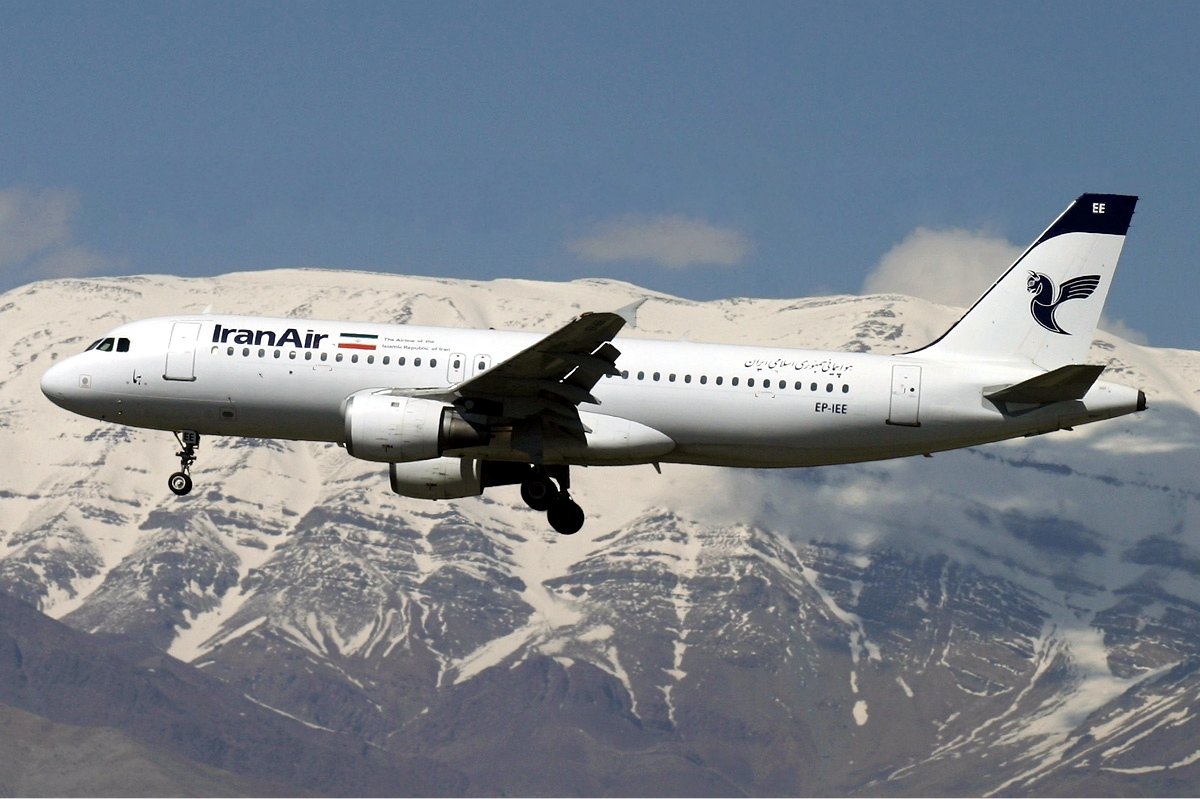
이란 항공 소속 에어버스 A320-200
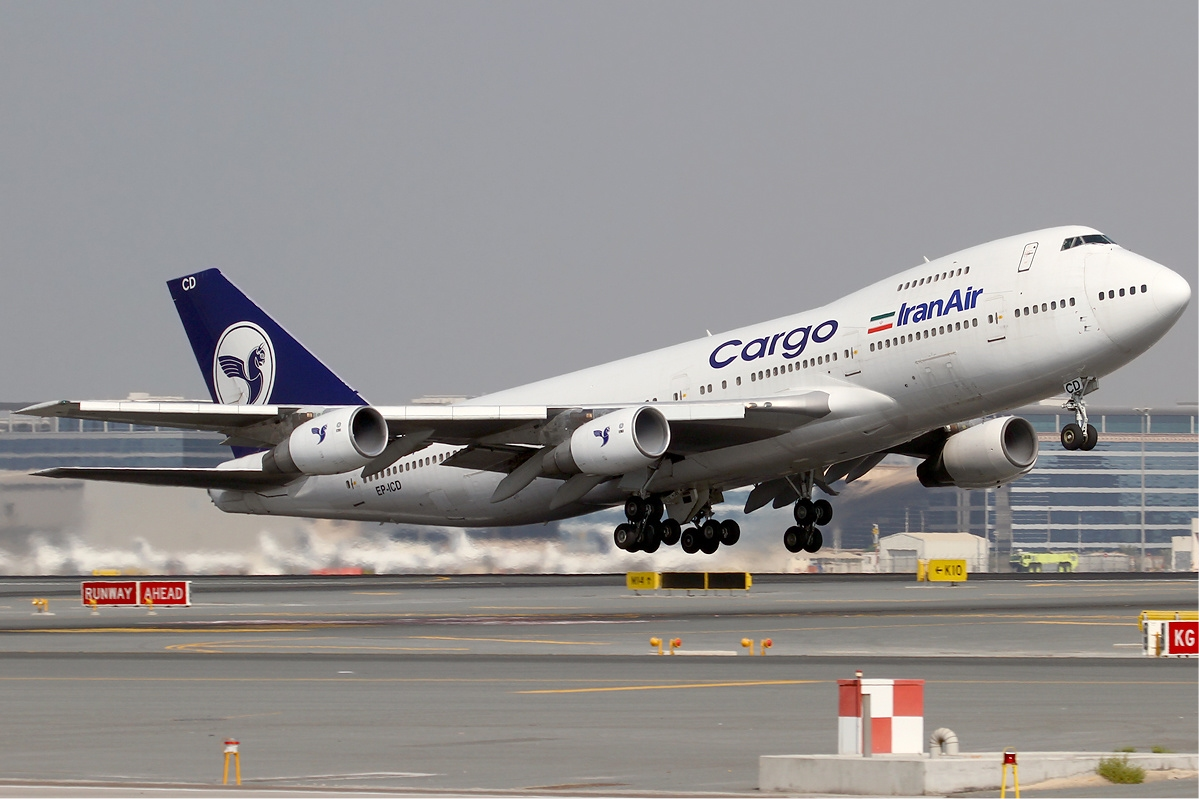
이란 항공 카고 소속 보잉 747-200C/SF
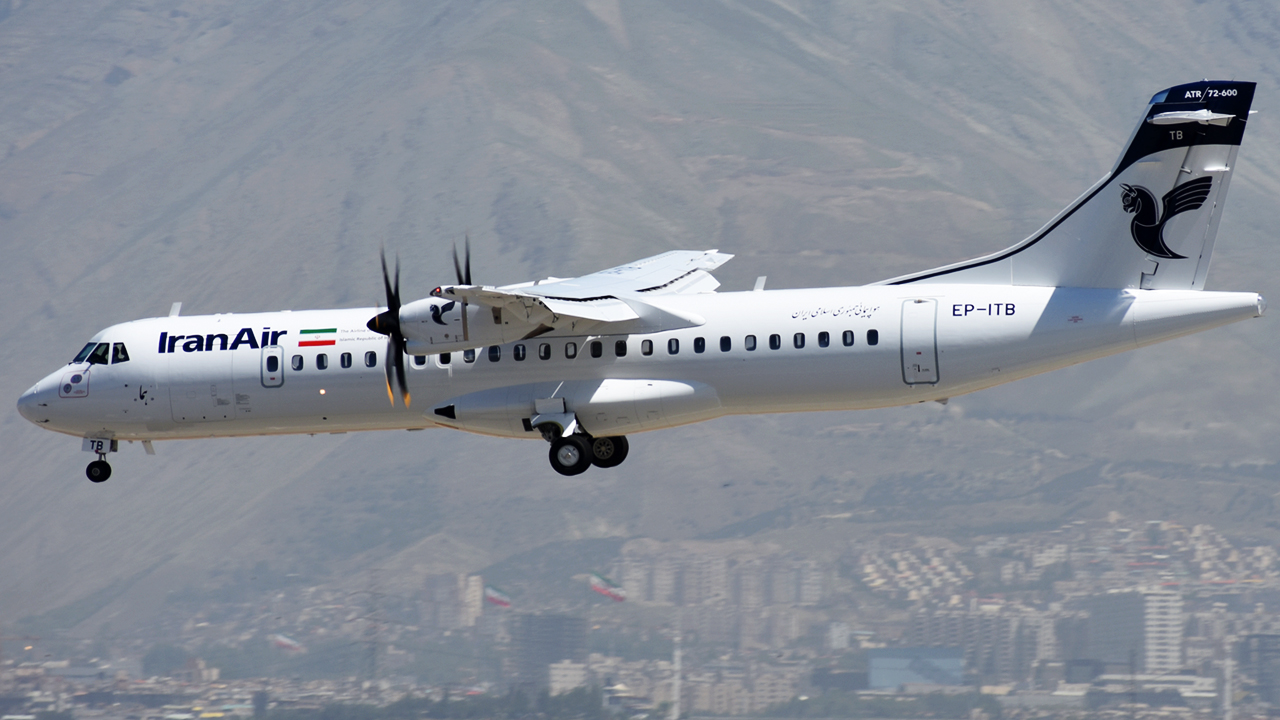
이란 항공 소속 ATR 72-600

## 같이 보기
- 이란의 교통